# Jane Tatarin-Tarnheyden
Jane Tatarin-Tarnheyden (als Jane – eigtl. Johanna Nicoline – von Klot; * 15. Januarjul. / 27. Januar 1886greg. in Riga; † 26. Februar 1973 in Stuttgart-Möhringen) war eine deutsche Schriftstellerin.

## Leben
Jane Tatarin-Tarnheyden war seit 1911 verheiratet mit dem Juristen Edgar Tatarin-Tarnheyden. Sie lebte mit ihrer Familie in Berlin, Marburg und ab 1922 in Rostock, wo sie während des Zweiten Weltkriegs ausgebombt
wurde. 1946 zog sie zu ihrer Tochter nach Westdeutschland. Nachdem ihr Mann 1954 aus sowjetischer Haft zurückgekehrt war, lebte das Ehepaar in Stuttgart. Jane Tatarin-Tarnheyden veröffentlichte zwischen 1948 und 1960 eine Reihe von erzählenden Werken sowie eine Geschichte des Baltikums für Kinder und Jugendliche.

## Werke
- Eberhards Weihnachten, Gießen 1948
- Ein Jahr mit Hänschen, Stuttgart 1949
- Wenn alles bricht, Gott verläßt uns nicht, Möckmühl (Württ.) 1949
- Hänschen und seine Freunde, Stuttgart 1950
- Christoph und seine Markensammlung, Gießen 1951
- Das Fußballspiel, Kassel [u. a.] 1951
- Lex und sein Großvater, Stuttgart 1951
- Zwei Freundinnen, Kassel [u. a.] 1951
- Jürgen und Walter auf der Flucht, Möckmühl (Württ.) 1952
- Eine unglaubliche Geschichte, Stuttgart 1953
- Die Zwillinge, Kassel
  - 1 (1954)
  - 2 (1954)
- Geschichte unserer baltischen Heimat, Hannover-Döhren 1960